# 水谷啓二
水谷 啓二（みずたに けいじ、1912年2月22日 - 1970年3月19日）は熊本県八代市出身の人物。共同通信社勤務を経て、森田正馬の創始した精神療法「森田療法」の普及に尽力した。
（以下、生涯、略歴等の記述はおもに水谷啓二追想録編集委員会 (2010)による）

## 前半生：誕生、学生時代、戦時中、通信社時代
水谷啓二は明治45年（1912年）、熊本県八代に生まれる。両親は教師、四人兄弟の長男だった。旧制第五高等学校に在学時代、神経症に悩み五高を一年留年している。
五高時代に上京した際、本屋で森田正馬の著書『神経衰弱と強迫観念の根治法』に出会い、感銘を受けて本郷の森田正馬を訪ねるも、森田からまずは五高を卒業するよう言われた。
一年後（1932年）に父親の反対を押し切って上京。森田正馬からは「森田診療所に近い（本郷の）東大に合格したら置いてやろう」と言われたので、啓二は奮起して東大経済学部に進学した。
その後6年にわたり森田正馬の自宅で森田療法を受け、森田療法について学んだ。また慈恵医大における森田正馬の精神医学の講義を聴講もした。森田正馬とは森田の死まで親交を深めた。
昭和10年（1935年）大学卒業後、同盟通信社記者となる。昭和13年に森田正馬が死去。昭和15年に妻、加志子と結婚。昭和17年、上海支局勤務中に長男が生まれる。
昭和18年（1943年）勤務先の上海で軍隊に召集される。妻、加志子は次女を身籠っており、まだ幼い長男とともに内地に戻った。次女は同年、熊本で生まれている。
啓二は一兵卒として中国を転戦し、昭和20年に湖南省の長沙で終戦を迎える。昭和20年12月の復員船で帰国、東京で共同通信社の仕事に就くと、妻、加志子と次女を熊本より東京に呼び寄せる。
長男はそのまま熊本の両親にあずけた。水谷の家を継がせるつもりだったと思われる。昭和22年に次男が生まれる。
昭和42年に定年を迎えるまで、共同通信社の記者、経済部長、論説委員を務めた。

## 後半生：森田療法の普及へ
昭和31年（1956年）8月、森田療法の普及と神経質者の互助を目的とするグループ「啓心会」をはじめる。啓心会は啓二の自宅で隔月に開かれる例会を中心とした活動であった。
昭和32年（1957年）森田療法の啓発を目的とした機関誌『生活の発見』を創刊する。『生活の発見』は啓二の死後も「生活の発見会」の機関誌として継続されている。
昭和34年（1959年）7月、啓二は森田療法を自らも実践すべく、自宅に寮生活形式の施設「啓心寮」を開設する。啓心寮は昭和45年に啓二が死去した後も10年以上にわたり妻、加志子によって続けられた。
昭和45年（1970年）3月14日、脳出血をおこして倒れる。六日間の昏睡の後、死去。享年58歳。
啓二の死により啓心会と啓心寮の活動は事実上終了するが、啓二とともに森田正馬の指導をうけた者、啓二に薫陶を受けた者たちによって森田療法の普及啓発が続けられている。

## 著作
- 水谷啓二『草土記―額縁商の生活記録』大日本雄弁会講談社、1951年。ASIN B000JBE1DM。
- 水谷啓二『あるがままに生きる―しあわせはあたり前の生活の中に』白揚社、1971年5月。ISBN 4826970447。